# Équipe d'Allemagne féminine de rugby à XV
L'équipe d'Allemagne féminine de rugby à XV est constituée par une sélection des meilleures joueuses d'Allemagne pour disputer les principales compétitions internationales ou affronter d'autres équipes nationales en matchs amicaux (plus communément appelé tests matchs).

## Histoire
L'équipe d'Allemagne féminine de rugby à XV est fondée en 1989. Jusqu'alors, le rugby féminin fait partie de la « Deutsche Rugby Jugend », l'organisation gérant le rugby pour la jeunesse en Allemagne. Après seulement deux sessions d'entraînement à Wiedenbrück et à Hanovre, une équipe est composée avec des joueuses des clubs de BSV 92 (Berlin), DRC Hannover, RK Heusenstamm, SC Neuenheim (Heidelberg), TV Wiedenbrück et SV 08 Ricklingen (Hanovre). Pour leur premier match international, l'équipe féminine allemande rencontre son homologue suédoise à Berlin en 1989 et elle perd de peu 0 à 8. Depuis les équipes nationales de rugby à VII et à XV tentent de rejoindre les nations majeures, le chemin est cependant long.

## Palmarès
Parcours en Coupe du monde de l'équipe féminine d'Allemagne :
| Édition | Résultat      |
| ------- | ------------- |
| 1991    | non invitée   |
| 1994    | non qualifiée |
| 1998    | 14e           |
| 2002    | 16e           |
| 2006    | non qualifiée |
| 2010    | non qualifiée |
| 2014    | non qualifiée |
| 2017    | non qualifiée |
| 2021    | non qualifiée |
| 2025    | à venir       |

## Principales joueuses d'hier et d'aujourd'hui
- Nora Baltruweit